# Wiktor Charczenko
Wiktor Kondratjewicz Charczenko (ros. Ви́ктор Кондра́тьевич Ха́рченко, ur. 18 lipca?/31 lipca 1911 w Żmerynce, zm. 10 stycznia 1975 w Białoruskiej SRR) – radziecki dowódca wojskowy ukraińskiego pochodzenia, marszałek wojsk inżynieryjnych (1972).

## Życiorys
Ukończył stolarską szkołę zawodową, od 1929 w Leningradzie, działacz Komsomołu, członek fabrycznego komitetu Komsomołu, od 1931 w WKP(b), od 1932 w Armii Czerwonej.
W 1939 ukończył Wyższą Wojskową Elektrotechniczną Szkołę Dowódców Robotniczo-Chłopskiej Armii Czerwonej, w której potem pracował jako kierownik kursów i zastępca szefa wydziału inżynieryjno-elektrotechnicznego.
Brał udział w wojnie z Finlandią 1939–1940. W latach 1937–1940 był mistrzem Armii Czerwonej w skokach narciarskich, a 1938 srebrnym medalistą ZSRR w tej dyscyplinie. Od sierpnia 1941 uczestnik II wojny światowej, inżynier wojskowy 3 rangi, zimą 1941/1942 brał udział w bitwie pod Moskwą, od grudnia 1941 szef sztabu 33 Samodzielnej Brygady Inżynieryjno-Saperskiej Specjalnego Przeznaczenia, od czerwca 1942 zastępca dowódcy 16 Samodzielnej Brygady Inżynieryjnej Specjalnego Przeznaczenia na Froncie Południowo-Zachodnim i Stalingradzkim, uczestnik bitwy pod Stalingradem. W 1943 brał udział w pracach inżynieryjnych na Froncie Centralnym i bitwie pod Kurskiem, potem w bitwie nad Dnieprem i walkach na 1 Froncie Białoruskim. W latach 1944–1945 uczestnik operacji wiślańsko-odrzańskiej i berlińskiej. Kilkakrotnie ranny i kontuzjowany, wojnę ukończył w stopniu pułkownika.
Do jesieni 1945 w Niemczech, później ponownie w wojskach inżynieryjnych, 1948 ukończył Wyższą Akademię Wojskową im. Woroszyłowa i został szefem wojsk inżynieryjnych Sił Zbrojnych ZSRR, od 1951 dyrektor Instytutu Badawczego Wojsk Inżynieryjnych, od 1953 szef Komitetu Inżynieryjnego Wojsk Inżynieryjnych Armii Radzieckiej. Od 1961 zastępca szefa, od 1965 szef Wojsk Inżynieryjnych Ministerstwa Obrony ZSRR. Od 16 grudnia 1972 marszałek wojsk inżynieryjnych. Aktywny zwolennik idei tworzenia wojsk specjalnych. Wniósł wielki wkład w rozwój wojsk inżynieryjnych, wyposażając je w nową technikę i sprzęt. Autor wielu artykułów na temat teorii i praktyki inżynierii i wsparcia operacji bojowych, historii wojsk inżynieryjnych i wspomnień. Zginął w wypadku wojskowego helikoptera Mi-8 w Białoruskim Okręgu Wojskowym. Pochowany na cmentarzu Nowodziewiczym.

## Odznaczenia
- Order Czerwonego Sztandaru (pięciokrotnie)
- Order Kutuzowa II klasy
- Order Wojny Ojczyźnianej I klasy
- Order Wojny Ojczyźnianej II klasy
- Order Czerwonego Sztandaru Pracy
- Order Czerwonej Gwiazdy
- Medal „Za zwycięstwo nad Niemcami w Wielkiej Wojnie Ojczyźnianej 1941–1945”
- Medal „Za obronę Moskwy”
- Medal „Za obronę Stalingradu”

Medale ZSRR i odznaczenia zagraniczne.